# Fourth Division 1984-1985
La Fourth Division 1984-1985 è stato il 27º campionato inglese di calcio di quarta divisione. Il titolo di campione di lega è stato vinto dal Chesterfield, al secondo successo nella competizione dopo la vittoria ottenuta nella stagione 1969-70. Le altre promozioni in Third Division sono state invece conseguite dal Blackpool (2º classificato dopo essere stato rieletto nella lega alla fine del precedente torneo), dal Darlington (3º classificato, che torna in terza divisione dopo diciannove anni) e dal Bury (4º classificato, risalito nella categoria superiore dopo sei anni di assenza).
Capocannoniere del torneo è stato John Clayton (Tranmere Rovers) con 31 reti.

## Stagione

### Novità
Al termine della stagione precedente insieme ai campioni di lega dello York City, salirono in Third Division anche: il Doncaster Rovers (2º classificato), il Reading (3º classificato) ed il Bristol City (4º classificato)
Queste squadre furono rimpiazzate dalla quattro retrocesse provenienti dalla divisione superiore: Scunthorpe United, Southend United, Port Vale ed Exeter City.
L'Halifax Town, il Rochdale, l'Hartlepool United ed il Chester City che occuparono le ultime quattro posizioni della classifica, vennero rieletti in Football League dopo una votazione che ebbe il seguente responso:
| Club              | Lega                    | Voti | Verdetto   |
| ----------------- | ----------------------- | ---- | ---------- |
| Chester City      | Fourth Division         | 52   | Rieletto   |
| Halifax Town      | Fourth Division         | 52   | Rieletto   |
| Rochdale          | Fourth Division         | 50   | Rieletto   |
| Hartlepool United | Fourth Division         | 32   | Rieletto   |
| Maidstone Utd     | Alliance Premier League | 22   | Non Eletto |

### Formula
Le prime quattro classificate venivano promosse in Third Division, mentre le ultime quattro erano sottoposte al processo di rielezione.

## Squadre partecipanti
| Squadra             | Città                    | Stadio            | Stagione precedente                     |
| ------------------- | ------------------------ | ----------------- | --------------------------------------- |
| Aldershot           | Aldershot                | Recreation Ground | 5º posto in Fourth Division             |
| Blackpool           | Blackpool                | Bloomfield Road   | 6º posto in Fourth Division             |
| Bury                | Bury                     | Gigg Lane         | 15º posto in Fourth Division            |
| Chester City        | Chester                  | Sealand Road      | 24º posto in Fourth Division, rieletto  |
| Chesterfield        | Chesterfield             | Saltergate        | 13º posto in Fourth Division            |
| Colchester United   | Colchester               | Layer Road        | 8º posto in Fourth Division             |
| Crewe Alexandra     | Crewe                    | Gresty Road       | 16º posto in Fourth Division            |
| Darlington          | Darlington               | Feethams Ground   | 14º posto in Fourth Division            |
| Exeter City         | Exeter                   | St James Park     | 24º posto in Third Division, retrocesso |
| Halifax Town        | Halifax                  | The Shay          | 21º posto in Fourth Division, rieletto  |
| Hartlepool United   | Hartlepool               | Victoria Park     | 23º posto in Fourth Division, rieletto  |
| Hereford United     | Hereford                 | Edgar Street      | 11º posto in Fourth Division            |
| Mansfield Town      | Mansfield                | Field Mill        | 19º posto in Fourth Division            |
| Northampton Town    | Northampton              | County Ground     | 18º posto in Fourth Division            |
| Peterborough United | Peterborough             | London Road       | 7º posto in Fourth Division             |
| Port Vale           | Stoke on Trent (Burslem) | Vale Park         | 23º posto in Third Division, retrocesso |
| Rochdale            | Rochdale                 | Spotland Stadium  | 22º posto in Fourth Division, rieletto  |
| Scunthorpe United   | Scunthorpe               | Old Showground    | 21º posto in Third Division, retrocesso |
| Southend Utd        | Southend on Sea          | Roots Hall        | 22º posto in Third Division, retrocesso |
| Stockport County    | Stockport                | Edgeley Park      | 12º posto in Fourth Division            |
| Swindon Town        | Swindon                  | County Ground     | 17º posto in Fourth Division            |
| Torquay United      | Torquay                  | Plainmoor         | 9º posto in Fourth Division             |
| Tranmere Rovers     | Birkenhead               | Prenton Park      | 10º posto in Fourth Division            |
| Wrexham             | Wrexham                  | Racecourse Ground | 20º posto in Fourth Division            |

## Classifica finale
|  | Pos. | Squadra          | Pt | G  | V  | N  | P  | GF | GS | DR  |
|  | ---- | ---------------- | -- | -- | -- | -- | -- | -- | -- | --- |
|  | 1    | Chesterfield     | 91 | 46 | 26 | 13 | 7  | 64 | 35 | +29 |
|  | 2    | Blackpool        | 86 | 46 | 24 | 14 | 8  | 73 | 39 | +34 |
|  | 3    | Darlington       | 85 | 46 | 24 | 13 | 9  | 66 | 49 | +17 |
|  | 4    | Bury             | 84 | 46 | 24 | 12 | 10 | 76 | 50 | +26 |
|  | 5    | Hereford Utd     | 77 | 46 | 22 | 11 | 13 | 65 | 47 | +18 |
|  | 6    | Tranmere         | 75 | 46 | 24 | 3  | 19 | 83 | 66 | +17 |
|  | 7    | Colchester Utd   | 74 | 46 | 20 | 14 | 12 | 87 | 65 | +22 |
|  | 8    | Swindon Town     | 72 | 46 | 21 | 9  | 16 | 62 | 58 | +4  |
|  | 9    | Scunthorpe Utd   | 71 | 46 | 19 | 14 | 13 | 83 | 62 | +21 |
|  | 10   | Crewe Alexandra  | 66 | 46 | 18 | 12 | 16 | 65 | 69 | –4  |
|  | 11   | Peterborough Utd | 62 | 46 | 16 | 14 | 16 | 54 | 53 | +1  |
|  | 12   | Port Vale        | 60 | 46 | 14 | 18 | 14 | 61 | 59 | +2  |
|  | 13   | Aldershot        | 59 | 46 | 17 | 8  | 21 | 56 | 63 | –7  |
|  | 14   | Mansfield Town   | 57 | 46 | 13 | 18 | 15 | 41 | 38 | +3  |
|  | 15   | Wrexham          | 54 | 46 | 15 | 9  | 22 | 67 | 70 | –3  |
|  | 16   | Chester City     | 54 | 46 | 15 | 9  | 22 | 60 | 72 | –12 |
|  | 17   | Rochdale         | 53 | 46 | 13 | 14 | 19 | 55 | 69 | –14 |
|  | 18   | Exeter City      | 52 | 46 | 13 | 14 | 19 | 57 | 79 | –22 |
|  | 19   | Hartlepool Utd   | 52 | 46 | 14 | 10 | 22 | 54 | 67 | –13 |
|  | 20   | Southend Utd     | 50 | 46 | 13 | 11 | 22 | 58 | 83 | –25 |
|  | 21   | Halifax Town     | 50 | 46 | 15 | 5  | 26 | 42 | 69 | –27 |
|  | 22   | Stockport County | 47 | 46 | 13 | 8  | 25 | 58 | 79 | –21 |
|  | 23   | Northampton Town | 47 | 46 | 14 | 5  | 27 | 53 | 74 | –21 |
|  | 24   | Torquay Utd      | 41 | 46 | 9  | 14 | 23 | 38 | 63 | –25 |

Legenda:
      Promosso in Third Division 1985-1986.
      Rieletto nella Football League.
Regolamento:
Tre punti a vittoria, uno a pareggio, zero a sconfitta.
A parità di punti le squadre venivano classificate secondo la differenza reti.
Note:

Halifax Town costretto alla rielezione per peggior differenza reti rispetto all'ex aequo Southend United.